# Müntz (Titz)
Das Dorf Müntz gehört zur Gemeinde Titz im Kreis Düren. Die hochgebaute Kirche ist ein weithin sichtbares markantes Erkennungszeichen.

## Geographie
Das Dorf liegt oberhalb des meist ausgetrockneten Malefinkbaches zwischen Hompesch und Hasselsweiler. Im Norden liegt das Dorf Ralshoven und im Süden verläuft die Bundesautobahn 44.

## Geschichte

### Ortsgeschichte
Archäologische Funde belegen eine römische Besiedlung, die zur Provinz Germania inferior gehörte. Beim Abbruch des Kirchturmes wurde im 19. Jahrhundert ein Matronenstein, gewidmet den Göttinnen Julineihiae gefunden. Ein weiterer Matronenstein ist in der Fassade von Haus Behr eingemauert.
In fränkischer Zeit bestand hier eine königliche Hofanlage. Das Dorf wurde im Jahr 945 erstmals urkundlich erwähnt, als der Kölner Erzbischof dem Kölner Ursulinenstift die Hofanlage zu Müntz schenkte.
1815 fielen 54 Häuser des Dorfes einer Brandkatastrophe zum Opfer. 1933 zählte der Ort 749 Einwohner.
Am 1. Juli 1969 wurde Müntz nach Titz eingemeindet.

### Wappen
Blasonierung: In Blau ein aufgerichteter rotbewehrter silberner (weißer) Bär mit einem goldenen (gelben) Halsreif, der in den Pranken einen goldenen (gelben) Schlüssel mit dem Bart nach oben hält. Oben links eine goldene (gelbe) Münze mit Kopf.

### Ehemalige Rittergüter

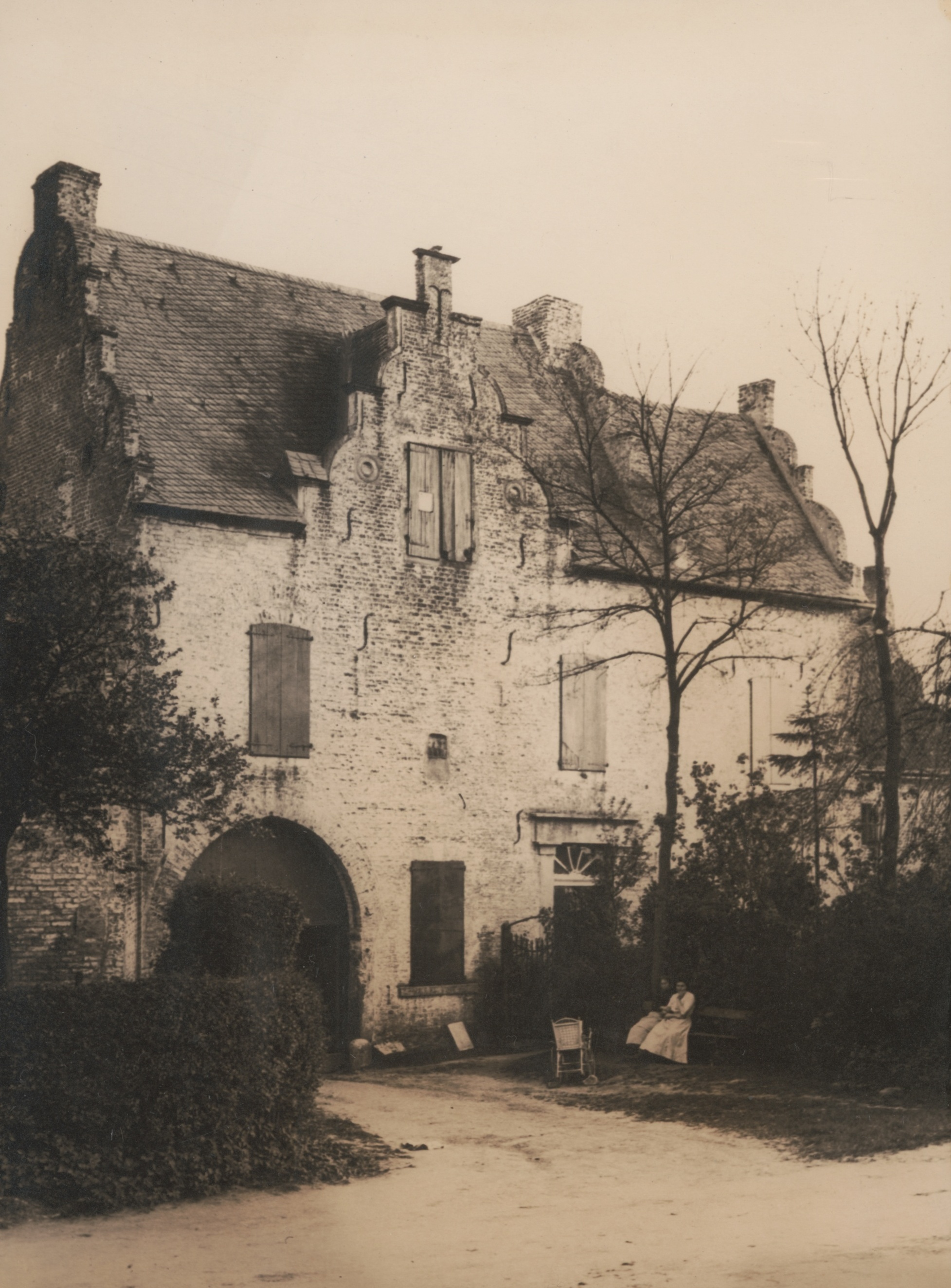
Haus Behr (Fotografie zwischen 1903 und 1915)

#### Haus Behr
Ehemals eine einteilige Wasserburg ist es heute eine rechteckige Hofanlage aus Backstein, die als Denkmal eingetragen ist.
Die Burg wurde 1575 von Konrad Behr von Lahr zu Müntz, Schultheiß zu Linnich, und dessen Gemahlin Agnes Eiffler erbaut. Ihr Sohn Dietrich heiratete 1605 Anna van Westrum zu
Holtum, als Witwe baute sie 1635 die Anlage um. Sohn aus dieser Ehe war Johann Behr von Lahr, der mit Anna von Livron verheiratet war. 1656 war Johann im Auftrag der Spanischen Niederlande Generalfeldzeugmeister, Kriegsrat und Kommandant von Montmédy, in jenem Jahr erwarb er durch ein Darlehen von 8000 Reichstalern vom Wolfgang Wilhelm (Pfalz-Neuburg) die Pfandschaft von Müntz und Ralshoven. Die zwei Dörfer wurden deshalb vom Amt Boslar abgetrennt und bildeten ein eigenes Amt. Erst 1775 konnte diese Pfandschaft zurück erworben werden – von der Familie von Leerodt, die inzwischen an das Pfandobjekt gelangt war. Von nun an war das Amt Boslar wieder vereinigt. 1656 starb Johann Behr von Lahr kinderlos.
1683 verkaufte sein Neffe Wilhelm von Ahr zu Golzheim den Hof an Cornelius-Hermann von Heinsberg, Pfalz-Neuburg'scher Agent und Pfenningmeister der Jülicher Landschaft. 1790 kam das Gut durch Heirat an die Familie von Siegen. Um 1800 fand dann noch einmal ein vollständiger Umbau mit Durchbruch neuer Fensteröffnungen statt. Um 1820 gelangte der Hof in bürgerlichen Besitz.

#### Haus Müntz
Das Anwesen (Raiffeisenstraße 37) ist heute eine große Hofanlage aus Backstein und steht unter Denkmalschutz. Es ist der ältere der beiden ehemaligen Müntzer Rittergüter und wurde auch nach späteren Eigentümern Haus Nesselrode, Haus Gritteren und Danielshof genannt. Der Hof hatte um 1492 etwa 270 Morgen Ackerland und etwa 120 Morgen Wald.
Die Familie von Müntz wurde erstmals 1362 erwähnt, sie war bis 1492 im Besitz des Gutes. In diesem Jahre erhielt ihn Johann von Harff zu Lorsbeck als Lehen. Im Anfang des 16. Jahrhunderts war die Familie von Gritteren im Besitz des Hofes von Müntz, an der Kirche gelegen, und bei Erbteilung im Jahr 1549 erhielt ihn Regina, geborene von Gritteren, die Gattin Edmunds von Nesselrode zu Holtrop. Im Jahre 1646 wurde der Hof, der erblich an Hans Dietrich von Gritteren zu Glimbach und Müntz, und Gertrud von Zievel zu Rischmühlen gefallen war, den Schwestern Anna und Katharina von Zievel übertragen, und gelangte dann durch Heirat an den Hofkammerrat Franz Ferdinand Daniels. 1828 wurde das Anwesen aus der Hinterlassenschaft des Landgerichtsrats Adam von Daniels verkauft.

### Jüdische Gemeinde

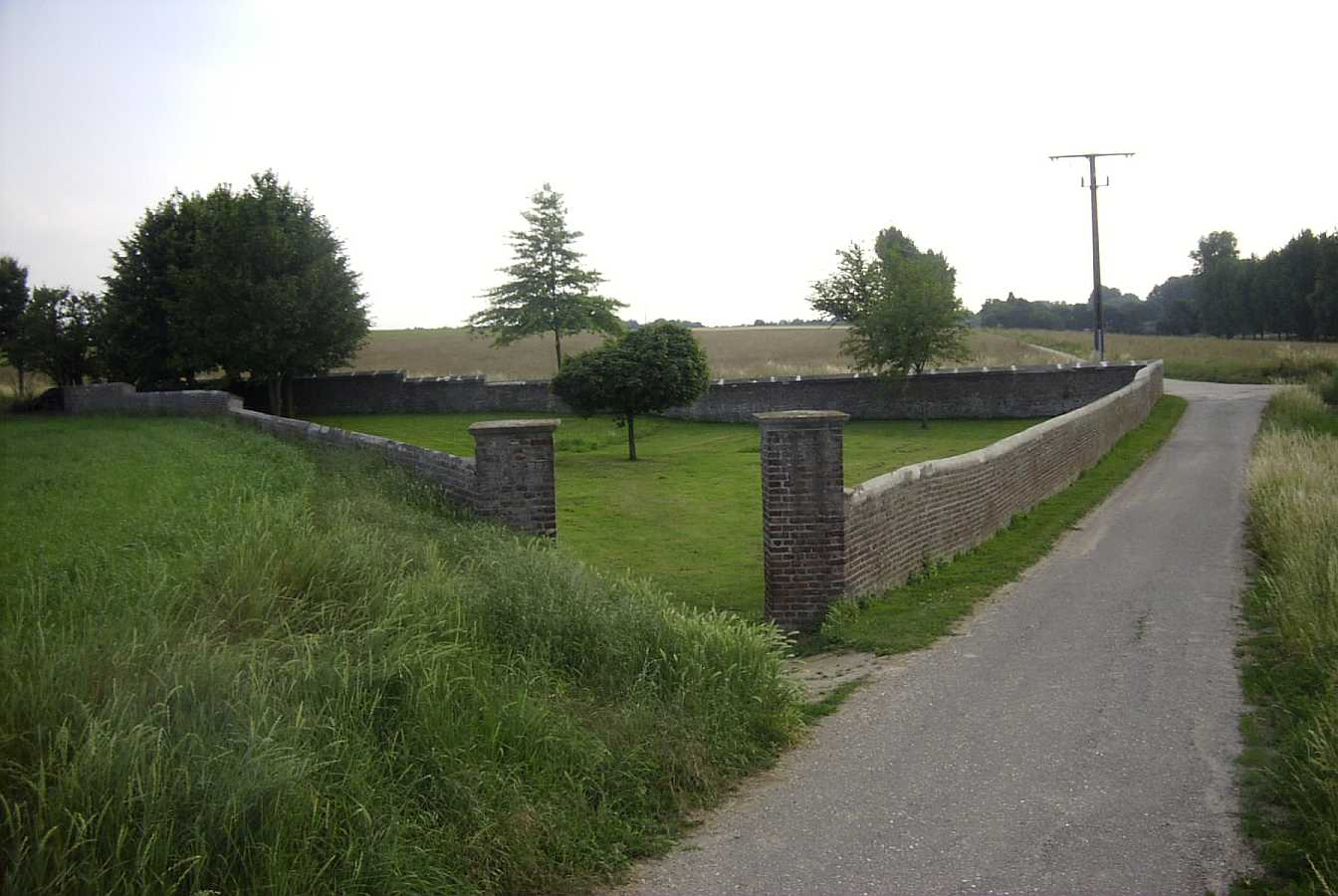
Jüdischer Friedhof Müntz

Jüdischer Friedhof von Unwetter schwer beschädigt

Seit dem 18. Jahrhundert lebten Juden in Müntz. Das Dorf hatte im 19. Jahrhundert einen überdurchschnittlichen Anteil an jüdischen Bewohnern. 1823 hatte Müntz im Regierungsbezirk Aachen mit 128 Juden die zweithöchste Bevölkerungszahl nach Aachen, wo 172 lebten. 1860 betrug der jüdische Bevölkerungsanteil in Müntz 12 Prozent; 75 Personen bei einer Gesamtbevölkerung von 594. Der Ort wurde deshalb auch als „Jüdde-Müntz“ bezeichnet.
Die 1844 erbaute Synagoge wurde 1938 in der Reichspogromnacht geschändet, die Inneneinrichtung zerstört und während des Krieges als Gefangenenlager genutzt. 1956 wurde das Gebäude fast bis auf die Grundmauern abgebrochen. Um 2000 wurde die Fläche mit einem Wohnhaus bebaut.
Auf der südlichen Seite des Dorfes und des Malefinkbaches liegt am Feldrand ein ummauerter jüdischer Friedhof, der im 18. Jahrhundert angelegt wurde. Anfang Juni 2008 wurde der Friedhof bei einem Unwetter schwer beschädigt, der Friedhof wurde inzwischen wieder vollständig restauriert. Die erhaltenen Grabsteine (Mazevot) aus dem Zeitraum 1870 bis 1927 sind nach einer langjährigen Restaurierung 2013 wieder aufgestellt worden.

## Kirche

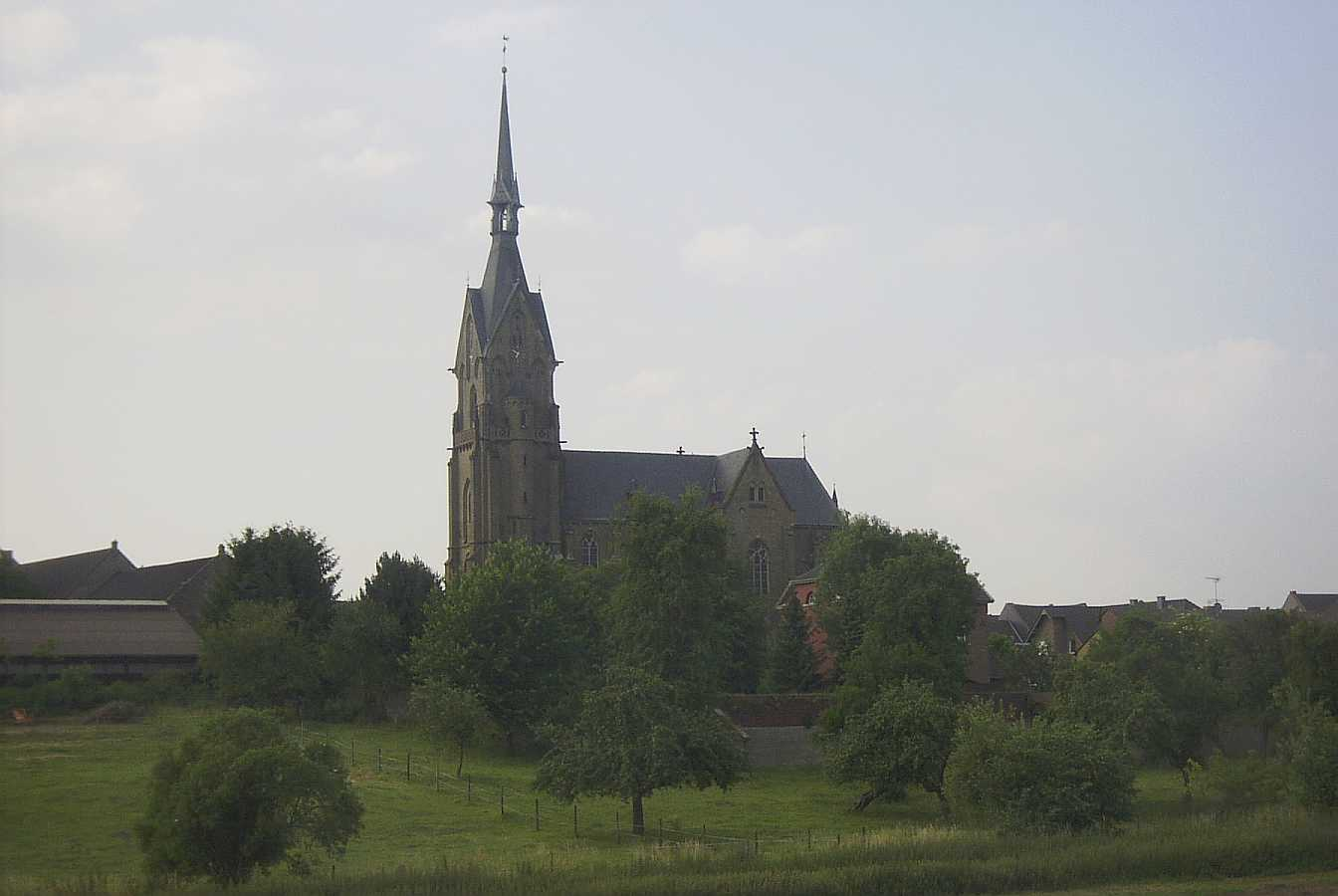
Pfarrkirche St. Peter, Müntz

Die Kirche St. Peter ist die römisch-katholische Pfarrkirche von Müntz.

## Personennahverkehr
Rurtalbus fährt Müntz mit der AVV-Linie 287 an. Bis zum 31. Dezember 2019 wurde diese Linie vom BVR Busverkehr Rheinland bedient. Zusätzlich verkehrt zu bestimmten Zeiten ein Anruf-Sammel-Taxi.
| Linie | Verlauf |
| ----- | --- |
| 287   | (Linnich Rathaus –) Linnich-SIG Combibloc – Kiffelberg – (Tetz – Boslar – Hompesch – Müntz) / (Gevenich – Kofferen – Hottorf) – Hasselsweiler / (Ralshoven – Gevelsdorf) – Titz |
| AST   | AnrufSammelTaxi: Mo–Fr abends, Sa nachmittags/abends, So Jülich Bf/ZOB – Jülich Innenstadt – Lich-Steinstraß / Stetternich – Pattern / Welldorf – Mersch / Serrest / Güsten – Hompesch / Sevenich / Höllen – Müntz / Spiel / Rödingen / Bettenhoven – Ameln / Hasselsweiler / Ralshoven – Gevelsdorf / Kalrath – Titz – Mündt / Opherten – Jackerath |

## Persönlichkeiten
- David Hirsch (* 22. Mai 1813 in Müntz; † 1. Februar 1895 in Rotterdam) war Lehrer für Taubstumme, er gründete in Aachen und Rotterdam entsprechende Schulen.
- Mathias Caspar Hubert Isenkrahe (* 12. Mai 1844 in Müntz bei Jülich; † 12. August 1921 in Trier) war ein deutscher Mathematiker, Physiker und katholischer Naturphilosoph.
- Anton Schaaf (* 5. Dezember 1890 in Müntz; † nach 1933) war Landwirt und Politiker (Zentrum) und Mitglied des Preußischen Landtags.